# Callyspongia ramosa
A Callyspongia ramosa a szaruszivacsok (Demospongiae) osztályának Haplosclerida rendjébe, ezen belül a Callyspongiidae családjába tartozó faj.

## Előfordulása
A Callyspongia ramosa előfordulási területe Ausztrália és Új-Zéland tengervizeiben van. A Nagy-korallzátonyon sokfelé megtalálható.

## Megjelenése
A szivacs telepe elágazásokból áll.

## Életmódja
Ez a szaruszivacsfaj a vízalatti dombokon és sziklaszirteken él. A vízből szűri ki a szerves részecskéket.